# Azorín
Azorín, pseudonimo di José Augusto Trinidad Martínez Ruiz (Monóvar, 8 giugno 1873 – Madrid, 2 marzo 1967), è stato un romanziere, saggista e critico letterario spagnolo, della Generazione del '98.

## Biografia
Suo padre era originario di Yecla, Murcia, e militava nel partito conservatore (arrivò ad essere sindaco, deputato e seguace di Romero Robledo). Esercitava la professione di avvocato a Monóvar e possedeva un'importante azienda. Sua madre era nata a Petrer. Era una famiglia tradizionale borghese, Azorín era il maggiore di nove fratelli. Studiò otto anni nel collegio di Yecla, esperienza di vita che emerge dai suoi primi romanzi, di forte contenuto autobiografico. Dal 1888 al 1896 studiò diritto a Valencia, dove si interessò al Krausismo ed all'anarchismo e si diede a febbrili letture politiche.
Inizia poi a muovere i primi passi come giornalista. Usa lo pseudonimo di Fray José, in La Educación Católica di Petrer e quello di Juan de Lis in El Defensor de Yecla. Scrive inoltre su El Eco de Monóvar, El Mercantil Valenciano ed El Pueblo, periodico di Vicente Blasco Ibáñez. Quasi sempre si occupa di critica teatrale su opere di forte contenuto sociale (elogia i lavori di Àngel Guimerà e Benito Pérez Galdós o il Juan José di Joaquín Dicenta) e già evidenzia le sue inclinazioni anarchiche. Traduce la rappresentazione La intrusa di Maurice Maeterlinck, la conferenza del francese A. Hamon De la patria e Las prisiones del principe Piotr Kropotkin. Nel 1895 Azorín pubblica due saggi, Literarias e Notas sociales, nei quali presenta al pubblico le principali teorie anarchiche.
Sostenne vari esami a Granada e Salamanca, però fu più studente che studioso, e più attento ed interessato ai circoli di conversazione, al giornalismo, al teatro, alla letteratura e ai tori, invece che alla legge. Arrivato a Madrid il 25 novembre 1896 per proseguire i suoi studi, si inserì nell'ambiente del giornalismo repubblicano, ricevendo l'appoggio solo di Leopoldo Alas in uno dei suoi Paliques (letteralmente chiacchiere), e fece il critico ed il traduttore.
Usò gli pseudonimi di Cándido, in onore di Voltaire, Ahrimán, il dio persiano della distruzione, Charivari e Este. Poco a poco il suo nome appare in riviste e periodici ogni volta più importanti: Revista Nueva, Juventud, Arte Joven, El Globo, Alma Española, España, El Imparcial, ABC. Allo stesso tempo pubblica opuscoli e libri. Scrive una trilogia autobiografica (La voluntad, Antonio Azorín e Las confesiones de un pequeño filósofo) nella quale utilizza il suo pseudonimo definitivo Azorín, che iniziò ad usare nel 1904. Fu lui a definire la Generazione del '98.
A partire dal 1905, il pensiero e lo stile letterario di Azorín rientrano già nei canoni del conservatorismo. Inizia a collaborare con ABC, dove partecipa attivamente alla vita politica. Antonio Maura, e soprattutto il ministro La Cierva, diventano i suoi preferiti. Tra il 1907 e il 1919 è deputato alle Cortes cinque volte e due volte sottosegretario alla Pubblica Istruzione. Viaggiò instancabilmente per tutta la Spagna e analizzò in profondità la letteratura dei classici del Siglo de Oro.
Dal 1923 il direttorio militare del generale Miguel Primo de Rivera raffreddò l'attività pubblica di Azorín, che non accettò incarichi politici dal dittatore. Nel 1924 fu eletto membro della Real Academia Española.
Quando scoppiò nel 1936 la Guerra civile spagnola, fuggì da Madrid occupata dal Fronte Popolare e con sua moglie, Julia Guinda Urzanqui, si rifugiò in Francia servendosi di un passaporto diplomatico. Dopo la guerra, tornò in Spagna grazie all'aiuto ricevuto dall'allora ministro dell'Interno franchista Ramón Serrano Súñer. Nel 1946 gli fu assegnata la grande croce dell'Ordine di Alfonso X el Sabio
Nei suoi ultimi anni si occupò assiduamente di critica cinematografica.

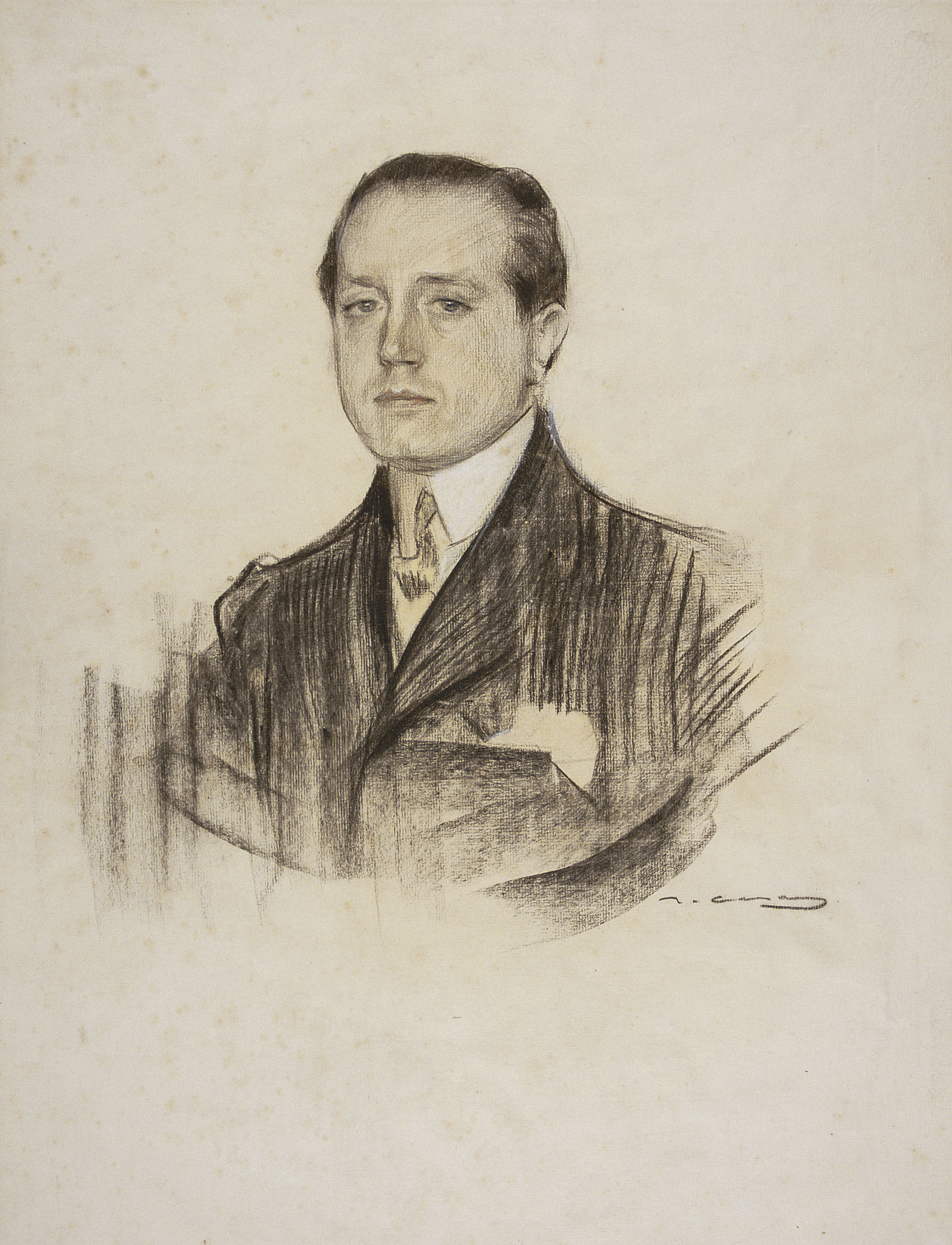
Azorín ritratto da Ramon Casas

## Opere
La sua produzione letteraria si divide fondamentalmente in due grandi gruppi: saggi e romanzi. Scrisse anche alcune opere teatrali, sperimentali e di scarso esito. Come saggista dedicò speciale attenzione a due maggiori temi: il paesaggio spagnolo e la reinterpretazione impressionista delle opere letterarie classiche. Nei saggi dedicati alla situazione spagnola si osserva lo stesso processo evolutivo che caratterizzò tutta la generazione del '98: se nelle sue prime opere esamina aspetti concreti della realtà spagnola e analizza i gravi problemi della Spagna, in Castilla (1912) il suo obiettivo diventa semplicemente approfondire la tradizione culturale spagnola, piuttosto che incorporare i fatti in un sentimento ciclico del tempo, ispirato al pensiero di Nietzsche.
Tra i saggi letterari di Azorín risaltano Ruta de don Quijote (1905), Clásicos y modernos (1913), Los valores literarios (1914) e Al margen de los clásicos (1915). In essi, l'intenzione non è di fare uno studio dettagliato dei testi, bensì risvegliare la curiosità e l'interesse offrendo una lettura impressionista degli stessi, che fa risaltare solo gli elementi significativi per la personalità dello scrittore. Pertanto, si limita ad esprimere le sue impressioni e riflessioni personali sulla letteratura spagnola. Si distingue anche La Andalucía trágica, un saggio aggiunto all'opera di Los Pueblos (edizione del 1914). Azorín andrà in Andalusia e all'inizio manderà le sue cronache a "El Imparcial". Il governo ne sarà piuttosto infastidito. Un'intervista inoltre gli costerà l'espulsione dal periodico e lo porterà a lavorare per ABC.
I romanzi di Azorín si possono dividere in quattro periodi:
- Il primo periodo mostra il predominio di elementi autobiografici e di impressioni suscitate dal paesaggio. Il protagonista è Antonio Azorín (dal quale prenderà il suo pseudonimo), personaggio che rispecchia la conoscenza del suo creatore. Questi romanzi sono un pretesto per sviluppare le esperienze vitali e culturali dell'autore. Appartengono a questa fase La voluntad (1902), Antonio Azorín (1903) y Las confesiones de un pequeño filósofo (1904).
- Nel secondo periodo, Azorín abbandona gli elementi autobiografici, sebbene continui a riflettere le proprie inquietudini nei personaggi: la fatalità, l'ossessione del tempo, il destino...un esempio di ciò si trova in Doña Inés (1925). Alla stesso momento appartiene Don Juan (1922), basato sull'interpretazione cristiana del mito.
- Al terzo periodo appartengono Félix Vargas (1928), Superrealismo (1929) e Pueblo (1939), caratterizzati dal pensiero all'avanguardia e dal dramma personale e cosmico ispirato dal poeta austroungarico Rainer Maria Rilke.
- Nel quarto periodo, dopo un periodo di relativo silenzio dovuto alla guerra civile, Azorín torna alla narrativa con El escritor (1941), il romanzo rosa María Fontán (1943) e La isla sin aurora (1944). E alla conclusione della sua vita Memorias inmemoriales 1967.

Azorín sentì sempre una grande passione per il teatro; senza dubbio, però, le sue opere non suscitarono il favore popolare. Dalla sua penna uscirono Old Spain (1926), Brandy, mucho brandy (1927), Comedia del arte (1927) e la trilogia Lo invisible, vincolata all'estetica dell'espressionismo, formata da La arañita en el espejo, El segador e Doctor Death, de 3 a 5, considerata da alcuni critici la sua migliore produzione drammatica.
Francisco Ruiz Ramón riassume così la proposta teatrale azoriniana:
1. Azorín segnala l'importanza e la libertà creativa del direttore di scena e degli attori.
2. Richiama l'attenzione su nuove relazioni tra la tecnica cinematografica e quella teatrale.
3. Mette l'accento sull'apparizione del mondo della subcoscienza in scena.
4. La nuova realtà dell'opera teatrale, d'accordo con le necessità della nuova società e con il ritmo della vita moderna, dev'essere "rapida, tenue e contraddittoria".
5. Le didascalie devono essere soppresse o ridotte al massimo.
6. È il mondo interiore, quello delle idee e dei problemi dello spirito e dell'immaginazione, che deve somministrare il suo materiale al drammaturgo.

L'intenzione di Azorín è liberare il teatro spagnolo da tutto il provincialismo ed elevarlo al livello che già caratterizzava il teatro europeo. La mentalità spagnola, però, non era preparata per accettare tutte queste nuove proposte.
La produzione letteraria di Azorín ha inoltre un gran valore stilistico. La sua forma di scrivere, molto peculiare, è caratterizzata dall'impressionismo descrittivo, dall'uso di frasi corte e sintassi semplice, con serie di due aggettivi uniti con una virgola. Tra le sue tecniche letterarie più innovatrici, c'è l'uso di personaggi che vivono allo stesso tempo in diverse epoche della storia, alla stessa maniera di Virginia Woolf, quali Don Juan o Inés.